# 2018년 하와이 미사일 경보
2018년 1월 13일 미국 하와이주에서 응급 경보 시스템과 상업용 모바일 경보 시스템을 통해 텔레비전, 라디오, 휴대 전화로 거짓 탄도 미사일 경보가 울렸다. 이 경보는 하와이에 탄도 미사일 위협이 가해지고 주민들에게 피난소를 찾도록 권고 했으며 이것은 훈련이 아니다라고 오전 8시 7분에 보내졌다. 그러나, 어떤 사이렌도 울리지 않았다.
38분 후에 보낸 두 번째 메시지는 첫 번째 메시지를 "거짓 경보"라고 설명했다. 주 관료들은 첫 번째 메시지에 대해 하와이 긴급 사태 관리청에서 훈련 도중 잘못된 정보 전달을 했다고 비난했다. 데이비드 이게 하와이 주지사는 허위 경고에 대해 공개적으로 사과했다. 연방 통신 위원회와 하와이 하원은 이 사건에 대한 조사를 시작하여 주정부 비상 관리 책임자의 사임을 이끌었다.